# 艷花鱂
艷花鱂（學名：Priapichthys annectens），為輻鰭魚綱鯉齒目鯉齒亞目花鳉科艷花鱂屬的一種，分布於中美洲哥斯大黎加的淡水流域，體長可達4公分，棲息在沙石底質的溪流，屬肉食性，以昆蟲等為食，生活習性不明。

## 擴展閱讀
維基物種上的相關：艷花鱂